# Longshan (socken i Kina, Shandong, lat 36,38, long 120,52)
Longshan (kinesiska: 龙山, 龙山街道) är en socken i Kina. Den ligger i provinsen Shandong, i den östra delen av landet, omkring 320 kilometer öster om provinshuvudstaden Jinan.
Genomsnittlig årsnederbörd är 852 millimeter. Den regnigaste månaden är juli, med i genomsnitt 278 mm nederbörd, och den torraste är januari, med 12 mm nederbörd.